# Коефіцієнт заборгованості
Коефіцієнт заборгованості — одним із показників структури капіталу підприємства, відображає боргове навантаження на капітал підприємства та розраховується за формулою:
{\displaystyle {\mbox{КЗ}}={\frac {\mbox{Зобовʼязання}}{\mbox{Активи}}}}

## Інтерпретація
Якщо відношення менше 0,5, велика частина активів підприємства фінансується за рахунок власних коштів. Якщо коефіцієнт більше 0,5, велика частина активів підприємства фінансується за рахунок позикових коштів.  Чим вище коефіцієнт, тим більше буде ризик пов'язаний з роботою фірми. Крім того, високе відношення позикових коштів до активів може свідчити про низьку потужність запозичення фірми, яка, в свою чергу, дозволить знизити фінансову гнучкість фірми. Як і всі фінансові коефіцієнти, відношення боргу компанії має бути в порівнянні з їх в середньому по галузі або інших конкуруючих фірм.

## Використання
Використання показника коефіцієнту
- Менеджментом компанії для виявлення ефективності управлінських рішень;
- Кредиторами - для оцінки ступеня ризиків;
- Інвесторами - для формування гіпотез про потенційної прибутковості і можливих дивіденди.[2]

За допомогою коефіцієнту є можливість порівнювати стан компаній, галузей господарювання, різні періоди роботи в межах одного підприємства, порівняння діяльності суб'єкта підприємництва з середньостатистичними по галузі.